# Лебедевка (Могилёвская область)
Ле́бедевка (бел. Лебядзёўка) — деревня в составе Бортниковского сельсовета Бобруйского района Могилёвской области Республики Беларусь.

## Население
- 1999 год — 41 человек
- 2010 год — 29 человек